# Erich Hückel

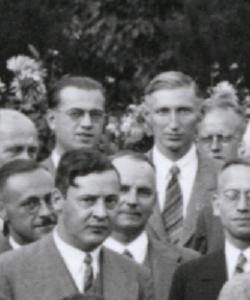
Rudolf Hilsch + Otto Scherzer
Erich Hückel, Stuttgart 1935

Erich Armand Arthur Joseph Hückel (Berlijn, 9 augustus 1896 - Marburg, 16 februari 1980) was een Duitse fysicus en fysische chemicus. Hij is bekend door twee grote bevindingen:
- De benadering van Hückel om bij benadering moleculaire orbitalen te berekenen. Dit was de basis van de regel van Hückel.
- De Debye-Hückeltheorie van elektrolyte oplossingen (samen met Peter Debye)

Hückel werd geboren in de stad Charlottenburg nabij Berlijn. Hij studeerde fysica en wiskunde aan de universiteit van Göttingen van 1914 tot 1921, toen hij zijn doctoraat in de experimentele natuurkunde verkreeg. Hij werkte een jaar met David Hilbert en Max Born, en kreeg toen een aanstelling bij Peter Debye aan de ETH Zürich, waar zij de Debye-Hückeltheorie ontwikkelden. In 1930 kreeg hij een aanstelling aan de Technische Hogeschool in Stuttgart. In 1937 werd hij hoogleraar in de theoretische natuurkunde aan de Philipps-Universiteit Marburg.